# 塞勒斯 (南卡罗来纳州)
塞勒斯（英文：Sellers），是美国南卡罗来纳州下属的一座城市。城市类型是“Town”。其面积大约为2.39平方英里（6.2平方公里）。根据2010年美国人口普查，该市有人口219人，人口密度约为每平方 英里91.48人（约合每平方公里35.32人）。